# Lijst van gemeentelijke monumenten in Zwaag
De plaats Zwaag, onderdeel van de gemeente Hoorn, telt 42 gemeentelijke monumenten. Hieronder een overzicht van de gemeentelijke monumenten in Zwaag.
| Object                                                                                          | Bouwjaar        | Architect   | Locatie                     | Coördinaten                  | Nr.        | Afbeelding                                                     |
| ----------------------------------------------------------------------------------------------- | --------------- | ----------- | --------------------------- | ---------------------------- | ---------- | -------------------------------------------------------------- |
| Voormalige tuinderswoning                                                                       |                 |             | Bangert 7                   | 52° 40' 14" NB, 5° 5' 48" OL | 0405/WN065 | Voormalige tuinderswoning                                      |
| Voormalige tuinderswoning                                                                       |                 |             | Bangert 15                  | 52° 40' 12" NB, 5° 5' 41" OL | 0405/WN066 | Voormalige tuinderswoning                                      |
| Voormalige tuinderswoning                                                                       | 1925            |             | Bangert 35                  | 52° 40' 6" NB, 5° 5' 24" OL  | 0405/WN067 | Voormalige tuinderswoning                                      |
|                                                                                                 |                 |             | Bangert 47                  | 52° 40' 3" NB, 5° 5' 15" OL  | 0405/WN068 |                                                                |
| Tuinderswoning                                                                                  | Circa 1900      |             | Bangert 53                  | 52° 40' 2" NB, 5° 5' 12" OL  | 0405/WN069 | Tuinderswoning                                                 |
| Vrijstaand woonhuis                                                                             | 1880            |             | Bangert 55                  | 52° 40' 2" NB, 5° 5' 11" OL  | 0405/WN070 | Vrijstaand woonhuis                                            |
|                                                                                                 |                 |             | Dorpsstraat 5               | 52° 39' 36" NB, 5° 2' 38" OL | 0405/WN071 |                                                                |
| Stolpboerderij in streek-eigen bouwtrand Geertje-hoeve                                          | XIXc            |             | Dorpsstraat 7               | 52° 39' 36" NB, 5° 2' 39" OL | 0405/WN072 | Meer afbeeldingen                                              |
| Woonhuis Ons Plekje                                                                             | Circa 1910      |             | Dorpsstraat 16              | 52° 39' 38" NB, 5° 2' 53" OL | 0405/WN073 | Upload foto                                                    |
|                                                                                                 |                 |             | Dorpsstraat 20              | 52° 39' 39" NB, 5° 2' 55" OL | 0405/WN074 | Upload foto                                                    |
|                                                                                                 |                 |             | Dorpsstraat 32              | 52° 39' 42" NB, 5° 3' 6" OL  | 0405/WN075 | Upload foto                                                    |
| Stolpboerderij in streek-eigen bouwtrand                                                        | Circa 1900      |             | Dorpsstraat 37              | 52° 39' 43" NB, 5° 3' 4" OL  | 0405/WN076 | Stolpboerderij in streek-eigen bouwtrand                       |
| Stolpboerderij in streek-eigen bouwtrand                                                        | Circa 1900      |             | Dorpsstraat 39              | 52° 39' 43" NB, 5° 3' 7" OL  | 0405/WN077 | Stolpboerderij in streek-eigen bouwtrand                       |
|                                                                                                 |                 |             | Dorpsstraat 70              | 52° 39' 49" NB, 5° 3' 35" OL | 0405/WN078 | Upload foto                                                    |
| Stolpboerderij in streek-eigen bouwtrand                                                        | Circa 1910      |             | Dorpsstraat 86              | 52° 39' 49" NB, 5° 3' 35" OL | 0405/WN102 | Upload foto                                                    |
| Neeltje                                                                                         |                 |             | Dorpsstraat 103             | 52° 39' 54" NB, 5° 3' 47" OL | 0405/WN079 | Neeltje                                                        |
|                                                                                                 |                 |             | Dorpsstraat 104             | 52° 39' 54" NB, 5° 3' 51" OL | 0405/WN080 | Upload foto                                                    |
| Beau Regard                                                                                     |                 |             | Dorpsstraat 111             | 52° 39' 57" NB, 5° 3' 56" OL | 0405/WN081 | Beau Regard                                                    |
| Dubbel woonhuis met bijbehorend hek                                                             |                 |             | Dorpsstraat 117             | 52° 39' 57" NB, 5° 3' 59" OL | 0405/WN082 | Dubbel woonhuis met bijbehorend hek                            |
|                                                                                                 |                 |             | Dorpsstraat 128             | 52° 39' 57" NB, 5° 4' 2" OL  | 0405/WN083 | Upload foto                                                    |
| Raadhuis                                                                                        | 1869-1870       | Mager, P.   | Dorpsstraat 131             | 52° 40' 0" NB, 5° 4' 9" OL   | 0405/WN084 | Meer afbeeldingen                                              |
|                                                                                                 |                 |             | Dorpsstraat 132             | 52° 39' 58" NB, 5° 4' 2" OL  | 0405/WN085 | Upload foto                                                    |
|                                                                                                 |                 |             | Dorpsstraat 134             | 52° 39' 58" NB, 5° 4' 3" OL  | 0405/WN086 | Upload foto                                                    |
|                                                                                                 |                 |             | Dorpsstraat 136             | 52° 39' 58" NB, 5° 4' 4" OL  | 0405/WN087 | Upload foto                                                    |
| Boerderij met twee leilindes                                                                    | Circa 1900      |             | Dorpsstraat 143-143AB       | 52° 40' 4" NB, 5° 4' 12" OL  | 0405/WN088 | Boerderij met twee leilindes                                   |
| Stolboerderij Mariahoeve, streek-eigen bouwtrand                                                | XIXB            |             | Dorpsstraat 148             | 52° 40' 0" NB, 5° 4' 10" OL  | 0405/WN089 | Upload foto                                                    |
| Rentenierswoning                                                                                | Circa 1900      |             | Dorpsstraat 185             | 52° 40' 9" NB, 5° 4' 36" OL  | 0405/WN090 | Rentenierswoning                                               |
| Kop- rompboerderij met voormalig damhek                                                         | Circa 1900-1910 |             | Dorpsstraat 219             | 52° 40' 14" NB, 5° 4' 52" OL | 0405/WN091 | Kop- rompboerderij met voormalig damhek                        |
| Vrijstaande tuinderswoning, inclusief twee rode beuken                                          |                 |             | Dorpsstraat 220             | 52° 40' 10" NB, 5° 4' 42" OL | 0405/WN092 | Upload foto                                                    |
| Stolpboerderij van gekeerde West-Friese type                                                    |                 |             | Dorpsstraat 240             | 52° 40' 12" NB, 5° 4' 49" OL | 0405/WN093 | Upload foto                                                    |
| Sonnevanck                                                                                      |                 |             | Dorpsstraat 253             | 52° 40' 18" NB, 5° 5' 6" OL  | 0405/WN094 | Sonnevanck                                                     |
| Vrijstaande woning met bijbehorende schuur, smalspoor en waterput                               |                 |             | Dorpsstraat 278             | 52° 40' 19" NB, 5° 5' 12" OL | 0405/WN095 | Upload foto                                                    |
| Stolpschuur                                                                                     |                 |             | Dorpsstraat 285             | 52° 40' 27" NB, 5° 5' 34" OL | 0405/WN096 | Stolpschuur                                                    |
| Voormalige tuinderswoning Pomona                                                                | Circa 1900      |             | Dorpsstraat 304             | 52° 40' 24" NB, 5° 5' 29" OL | 0405/WN097 | Upload foto                                                    |
| Stolpboerderij (met dubbel vierkant) in streek-eigen bouwtrand                                  | XIXd            |             | Dorpsstraat 318             | 52° 40' 28" NB, 5° 5' 42" OL | 0405/WN098 | Stolpboerderij (met dubbel vierkant) in streek-eigen bouwtrand |
| Stolpboerderij van het West-Friese type in streek-eigen bouwtrand                               | Circa 1900      |             | Dorpsstraat 320             | 52° 40' 28" NB, 5° 5' 44" OL | 0405/WN099 | Upload foto                                                    |
| Personeelswoning                                                                                |                 |             | Koewijzend 3                | 52° 39' 59" NB, 5° 5' 5" OL  | 0405/WN434 | Personeelswoning                                               |
| Tuinderswoning                                                                                  | 1926            |             | Koewijzend 5                | 52° 39' 59" NB, 5° 5' 3" OL  | 0405/WN103 | Tuinderswoning                                                 |
|                                                                                                 |                 |             | Koewijzend 31               | 52° 39' 51" NB, 5° 4' 40" OL | 0405/WN306 | Upload foto                                                    |
|                                                                                                 |                 |             | Koewijzend 45               | 52° 39' 46" NB, 5° 4' 26" OL | 0405/WN307 | Upload foto                                                    |
| Lourdeskapel                                                                                    | 1882            |             | Pastoor Nuijenstraat 2      | 52° 40' 4" NB, 5° 4' 36" OL  | 0405/WN100 | Meer afbeeldingen                                              |
| Sint Martinuskerk, inclusief twee heiligenbeelden voor de tuin en de sacristie/misdienaarskamer | 1933            | Jos Bekkers | Pastoor Nuijenstraat 3      | 52° 40' 4" NB, 5° 4' 36" OL  | 0405/WN101 | Meer afbeeldingen                                              |
| Grafmonument van burgemeester Ooijevaar                                                         | ca. 1858        |             | Kerkelaan 8, bij            | 52° 39' 54" NB, 5° 4' 2" OL  | 0405/WN440 | Grafmonument van burgemeester Ooijevaar                        |
| Grafmonument van burgemeester Dibbits                                                           | 1930            |             | Kerkelaan 8, bij            | 52° 39' 54" NB, 5° 4' 2" OL  | 0405/WN441 | Grafmonument van burgemeester Dibbits                          |
| Grafmonument van burgemeester J. Wiering-Commandeur                                             |                 |             | Pastoor Nuijenstraat 3, bij | 52° 39' 54" NB, 5° 4' 2" OL  | 0405/WN442 | Grafmonument van burgemeester J. Wiering-Commandeur            |
| Woning met werkplaats                                                                           |                 |             | Dorpsstraat 126             |                              | 0405/WN458 | Upload foto                                                    |
| Woning met werkplaats                                                                           |                 |             | Dorpsstraat 179             |                              | 0405/WN458 | Upload foto                                                    |
| Interieur stolpboerderij                                                                        |                 |             | Dorpsstraat 65              |                              | 0405/WN459 | Upload foto                                                    |